# Gibraltar Women's Futsal League
El primer registro que se tiene de la práctica femenina del fútbol sala en Gibraltar data de una publicación de Gibsport  de 1991 en la que se anuncia que la GFA lanzará una liga femenina para la temporada 1991-92.
El 8 de febrero de 2019, Gibraltar Chronicle dio a conocer la intención de la Asociación de Fútbol de Gibraltar (GFA) de crear un liga femenina de fútbol sala. En abril se formó el primer equipo de la selección femenina de fútbol sala de Gibraltar para que esta jugase sus primeros dos amistosos internacionales contra selección femenina de fútbol sala de Irlanda. Gibraltar perdió ambos encuentros pero dejó una buena impresión en su debut internacional. 
Finalmente el 30 de abril se lanzó la convocatoria oficial en el sitio web de la GFA. Para esta edición solo se permitió que inscribiesen equipos a los tres clubes activos en la Gibraltar Women's League: Lincoln Ladies, Europa Ladies y Lions Ladies. 
El inicio de la liga fue programado para el 12 de mayo; sin embargo este se postergó una semana y recién comenzó el 19 de mayo con la participación de 5 equipos. Tanto Europa cono Lions inscribieron dos equipos cada uno, mientras que Lincoln solo inscribió un equipo: 
- Europa F. C.: Europa White,  Europa Green
- Lincoln Red Imps F. C.: Lincoln Ladies
- Lions Gibraltar: Lions Gibraltar Black, Lions Gibraltar Orange

En 2020 la liga no se pudo disputar como consecuencia de la pandemia de COVID-19 en Gibraltar. Finalmente la liga volvió el 28 de marzo de 2021 con los primeros partidos de la temporada 2021. Esta nueva temporada cuenta con 7 equipos participantes tras la adhesión de dos equipos de Lynx F. C., y uno del recientemente creado Gibraltar Wave F. C; mientras que Lincoln abandonó la competencia.

## Lista de campeones
| Edición                                                     | Campeón                    | Subcampeón            | Tercer lugar |
| ----------------------------------------------------------- | -------------------------- | --------------------- | ------------ |
| 2019                                                        | Lions Gibraltar Black (1)  | Lincoln Ladies        | Europa Green |
| 2020: no disputada por la Pandemia de COVID-19 en Gibraltar |                            |                       |              |
| 2021                                                        | Lions Gibraltar Orange (2) | Lions Gibraltar Black |              |
| 2022                                                        | Lions Gibraltar Orange (3) |                       |              |

### Primera temporada (2019)
| Originalmente se iban a jugar 10 fechas bajo el sistema de todos contra todos con lo cual cada equipo debía jugar 8 partidos. Sin embargo, debido a la participación de la selección femenina de fútbol de Gibraltar en los Juegos de las Islas de 2019 (organizados en Gibraltar) se decidió suspender la liga cuando se habían jugado la mitad de las fechas. Con base en la clasificación hasta ese momento, Lions Gibraltar Black fue el equipo campeón. \| 1 \| Lions Gibraltar Black (C) \| 4 \| 4 \| 0 \| 0 \| 22 \| 4 \| +18 \| 12 \| Campeón \| \| 5–2 \| 3–1 \| \| \| 1.° \| 1.° \| 1.° \| 1.° \| 1.° \| \| 2 \| Lincoln Ladies \| 4 \| 3 \| 0 \| 1 \| 14 \| 6 \| +8 \| 9 \| \| \| \| 6–0 \| 2–1 \| \| 2.º \| 2.º \| 2.º \| 2.º \| 2.º \| \| 3 \| Europa Green \| 4 \| 1 \| 1 \| 2 \| 7 \| 15 \| –8 \| 4 \| \| \| \| 1–3 \| \| 3.º \| 4.º \| 3.º \| 5.º \| 3.º \| \| \| 4 \| Lions Gibraltar Orange \| 4 \| 1 \| 0 \| 3 \| 5 \| 13 \| –8 \| 3 \| 1–9 \| \| \| \| 0–1 \| 4.º \| 5.º \| 5.º \| 3.º \| 4.º \| \| \| 5 \| Europa White \| 4 \| 0 \| 1 \| 3 \| 8 \| 18 \| –10 \| 1 \| 0–5 \| 0–4 \| 6–6 \| \| \| 5.º \| 3.º \| 4.º \| 4.º \| 5.º \| \| |                           |                     |                     |                     |                     |                     |                     |                     |                     |                     |     |            |            |            |            |            |     |                         |                         |                         |                         |                         |
| Tabla de posiciones | Tabla de posiciones       | Tabla de posiciones | Tabla de posiciones | Tabla de posiciones | Tabla de posiciones | Tabla de posiciones | Tabla de posiciones | Tabla de posiciones | Tabla de posiciones | Tabla de posiciones |     | Resultados | Resultados | Resultados | Resultados | Resultados |     | Clasificación por fecha | Clasificación por fecha | Clasificación por fecha | Clasificación por fecha | Clasificación por fecha |
| Pos. | Equipo                    | PJ                  | PG                  | PE                  | PP                  | GF                  | GC                  | DG                  | Pts.                | Clasificado a       | LGB | LIN        | EUG        | LGO        | EUW        | 1          | 2   | 3                       | 4                       | 5                       |                         |                         |
| 1 | Lions Gibraltar Black (C) | 4                   | 4                   | 0                   | 0                   | 22                  | 4                   | +18                 | 12                  | Campeón             |     | 5–2        | 3–1        |            |            | 1.°        | 1.° | 1.°                     | 1.°                     | 1.°                     |                         |                         |
| 2 | Lincoln Ladies            | 4                   | 3                   | 0                   | 1                   | 14                  | 6                   | +8                  | 9                   |                     |     |            | 6–0        | 2–1        |            | 2.º        | 2.º | 2.º                     | 2.º                     | 2.º                     |                         |                         |
| 3 | Europa Green              | 4                   | 1                   | 1                   | 2                   | 7                   | 15                  | –8                  | 4                   |                     |     |            | 1–3        |            | 3.º        | 4.º        | 3.º | 5.º                     | 3.º                     |                         |                         |                         |
| 4 | Lions Gibraltar Orange    | 4                   | 1                   | 0                   | 3                   | 5                   | 13                  | –8                  | 3                   | 1–9                 |     |            |            | 0–1        | 4.º        | 5.º        | 5.º | 3.º                     | 4.º                     |                         |                         |                         |
| 5 | Europa White              | 4                   | 0                   | 1                   | 3                   | 8                   | 18                  | –10                 | 1                   | 0–5                 | 0–4 | 6–6        |            |            | 5.º        | 3.º        | 4.º | 4.º                     | 5.º                     |                         |                         |                         |

### Segunda temporada (2021)
| Equipos 2020-21 | Equipos 2020-21 | Equipos 2020-21 | Equipos 2020-21 | Equipos 2020-21 | Equipos 2020-21 | Equipos 2020-21 |
| Europa Black | Europa White | Gibraltar Wave | Lions Black | Lions Orange | Lynx Black | Lynx Yellow |
| --- | --- | --- | --- | --- | --- | --- |
| - Lorena García - Paula Costa - Seleen Celecia - Jolene Bagu - Tiana Borrell - Arwen Neale - Renai Marcus - Lauren Scott - Sophie Ward - Aerin Victory | - Gynaika Mena - Jyanne Víctor - Leanne Conway - Danika Jones - Harley McGuigan - Elizabeth Ferrary - Kymara Payas - Akisha Ferrell - Sarah Popham - Shawna Jones | - Chloe McCarthy - Joely Borda - Lauren Tomsett - Narges Mararat - Aimee Díaz - Zuleima Molina - Melissa Mor - Fátima Zahrae Ech Chalh - Sulianne Payas - Coraima Del Valle Herrera - Amanda Jackson - Daniella Holmes | - Zarajan López - Amalia Duarte Molina - Zamara Espinosa - Kayleigh Tellez - Mollie Karp - Mara Alves - Andrya Rowbottom - María Mudarra Maldonado - Isabella Rodríguez - Gabriella Olivero | - Caitlin Robba - Josie Cummings - Shania Robba - Reighann Mascarenhas-Olivero - Joelle Gilbert - Kayleigh Ferro - Sophia Brinkman - Marta Chacón Pérez - Inés Fernández | - Isabella Laguea - Noelle Laguea - Kaira Sene - Tiffany Viagas - Alexandra Holt - Naomi Víctor - Sherilyn Orfila - Natalie Martínez - Ana Belén Barranco Almeida - Vivían Castilla Gómez | - Natalie Baitson - Anna Howard - Kylie Duarte - Chantal Segui - Jade De La Rosa - Ellen Dixon - Gianna Parody - Kaci Brownbridge - Jaylene Gaiviso - Poppy Hall - Laura Cortes Minan |
| Además dos futbolistas seleccionadas sin vínculos con ningún club. - Kyrelle Rebagliatte - Dahlia Salah El-Din                                         | | | | | | |

| Grupo A | Grupo A               | Grupo A | Grupo A | Grupo A | Grupo A | Grupo A | Grupo A | Grupo A | Grupo A | Grupo A       |     | Resultados | Resultados | Resultados |
| Pos.    | Equipo                | PJ      | PG      | PE      | PP      | GF      | GC      | DG      | Pts.    | Clasificado a | LGB | LYB        | EUW        |            |
| 1       | Lions Gibraltar Black | 2       | 2       | 0       | 0       | 15      | 5       | +10     | 6       | Final         |     | 4–3        | 11–2       |            |
| 2       | Lynx Black            | 2       | 1       | 0       | 1       | 15      | 4       | 11      | 3       |               |     |            | 12–0       |            |
| 3       | Europa White          | 2       | 0       | 0       | 2       | 2       | 23      | –21     | 0       |               |     |            |            |            |

| Grupo B | Grupo B                | Grupo B | Grupo B | Grupo B | Grupo B | Grupo B | Grupo B | Grupo B | Grupo B | Grupo B       |     | Resultados | Resultados | Resultados | Resultados |
| Pos.    | Equipo                 | PJ      | PG      | PE      | PP      | GF      | GC      | DG      | Pts.    | Clasificado a | LGO | EUB        | GWA        | LYY        |            |
| 1       | Lions Gibraltar Orange | 3       | 2       | 0       | 1       | 22      | 6       | 16      | 6       | Final         |     |            | 14–0       |            |            |
| 2       | Europa Black           | 3       | 2       | 0       | 1       | 34      | 7       | 27      | 6       |               | 1–6 |            | 19–1       | 14–0       |            |
| 3       | Gibraltar Wave         | 3       | 1       | 0       | 2       | 6       | 35      | –29     | 3       |               |     |            | 5–2        |            |            |
| 4       | Lynx Yellow            | 3       | 1       | 0       | 2       | 7       | 21      | –14     | 3       | 2–5           |     |            |            |            |            |

| Partido | Equipo 1              | Resultado | Equipo 2               | Fecha              |
| ------- | --------------------- | --------- | ---------------------- | ------------------ |
| Final   | Lions Gibraltar Black | 1 – 7     | Lions Gibraltar Orange | 16 de mayo de 2021 |

## Títulos por club
| Club            | Títulos | Años en los que fue campeón |
| --------------- | ------- | --------------------------- |
| Lions Gibraltar | 3       | 2019, 2021, 2022            |

## Juan Chipol Cup
La Copa Juan Chipol es un torneo en memoria de Juan Chipol, quien fuera un promotor del fútbol femenino en Gibraltar, que se juega anualmente antes del inicio de la temporada futbolística en Gibraltar. El torneo se juega por formato de liga y en él los clubes de Gibraltar pueden incluir más de un equipo.
| Edición                                                     | Campeón                      | Resultado | Subcampeón             |
| ----------------------------------------------------------- | ---------------------------- | --------- | ---------------------- |
| 2004                                                        | Manchester United Ladies (1) | 2 – 1     | St. Joseph's Ladies    |
| 2005                                                        | Gibraltar United Ladies (1)  | 3 – 0     | St. Joseph's Ladies    |
| 2006                                                        | Manchester 62 Ladies (2)     |           | Rock Wolves Ladies     |
| 2007                                                        | Manchester 62 Ladies (3)     |           |                        |
| 2008                                                        | Manchester 62 Ladies (4)     |           | Manchester 62 Ladies B |
| 2009                                                        | St. Joseph's Ladies (1)      |           |                        |
| 2010                                                        | Manchester 62 Ladies (5)     |           |                        |
| 2011                                                        | Manchester 62 Ladies (6)     |           |                        |
| 2012                                                        | College Cosmos Ladies (1)    |           |                        |
| 2013                                                        | Manchester 62 Ladies (7)     |           |                        |
| 2014                                                        | Lincoln Ladies (1)           |           | Lincoln Ladies B       |
| 2015                                                        | Lions Ladies (1)             |           |                        |
| 2016                                                        | Lincoln Ladies (2)           | 2 - 1     | Lions Orange           |
| 2017: no se disputó                                         |                              |           |                        |
| 2018                                                        | Lincoln Ladies (3)           |           |                        |
| 2019                                                        | Lions Black (2)              | 1 - 0     | Lions Orange           |
| 2020: no disputada por la pandemia de covid-19 en Gibraltar |                              |           |                        |
| 2021                                                        |                              |           |                        |

### Títulos por equipo
En negrita los clubes aún activos.
| Club                    | Títulos | Años en los que fue campeón              |
| ----------------------- | ------- | ---------------------------------------- |
| Manchester 62 Ladies    | 7       | 2004, 2006, 2007, 2008, 2010, 2011, 2013 |
| Lincoln Red Imps Ladies | 3       | 2014, 2016, 2018                         |
| Gibraltar Lions Ladies  | 2       | 2015, 2019                               |
| Europa F. C. Ladies     | 1       | 2012                                     |
| Gibraltar United Ladies | 1       | 2005                                     |
| St. Joseph's Ladies     | 1       | 2009                                     |

## Partidos de la selección nacional
| 25 de marzo de 2019 - amistoso | Gibraltar | 5 − 1 | Guadiaro F. C. | Tercentenary Sports Hall, Gibraltar |
| Reporte: Twitter               |           |       |                |                                     |

| 1 de abril de 2019 - amistoso | Gibraltar | 3 − 2 | Algeciras 5 | Tercentenary Sports Hall, Gibraltar |
| Reporte: Twitter              |           |       |             |                                     |

| 10 de enero de 2020 - amistoso | Gibraltar | 0 − 3 | Irlanda del Norte | Tercentenary Sports Hall, Gibraltar |
|                                |           | Goles |                   |                                     |
|                                |           | 0 − 1 | Beth McKay        |                                     |
|                                |           | 0 − 2 | Amber Dempster    |                                     |
|                                |           | 0 − 3 | Amber Dempster    |                                     |
| Reporte: Irish FA              |           |       |                   |                                     |

| 10 de enero de 2020 - amistoso | Gibraltar | 2 − 3 | Irlanda del Norte | Tercentenary Sports Hall, Gibraltar |
|                                |           | Goles |                   |                                     |
|                                |           | 1 − 0 |                   |                                     |
|                                |           | 2 − 0 |                   |                                     |
|                                |           | 2 − 1 | Hannah Firth      |                                     |
|                                |           | 2 − 2 | Olivia Brown      |                                     |
|                                |           | 2 − 3 | Olivia Brown      |                                     |
| Reporte: Irish FA              |           |       |                   |                                     |

| 10 de enero de 2020 - amistoso | Irlanda del Norte | 5 − 1 | Gibraltar | Irlanda del Norte |
| Reporte: Gibraltar Chronicle   |                   |       |           |                   |

| 11 de enero de 2020 - amistoso | Irlanda del Norte | 4 − 0 | Gibraltar | Irlanda del Norte |
| Reporte: Twitter               |                   |       |           |                   |

| 5 de octubre de 2020 - amistoso | Ittihad de Tánger | 3 − 1 | Gibraltar | Tercentenary Sports Hall, Gibraltar |
| Reporte: Twitter                |                   |       |           |                                     |

| 6 de octubre de 2020 | Ittihad de Tánger | 3 − 6 | Gibraltar            | Tercentenary Sports Hall, Gibraltar |
|                      |                   | Goles |                      |                                     |
|                      |                   |       | Shania Robba (2)     |                                     |
|                      |                   |       | Reighann Olivero (1) |                                     |
|                      |                   |       | Tiana Borrell (1)    |                                     |
|                      |                   |       | Joelle Gilbert (1)   |                                     |
|                      |                   |       | Paula Costa (1)      |                                     |
| Reporte: Twitter     |                   |       |                      |                                     |

| 5 de mayo de 2021 - Eurocopa Femenina de Futsal 2022                 | Gibraltar      | 3 − 3 pró. (4 - 5 p.) | Bélgica        | Tercentenary Sports Hall, Gibraltar |
|                                                                      |                | Goles                 |                |                                     |
|                                                                      |                | 0 − 1                 | Tine Van Roie  |                                     |
|                                                                      |                | 0 − 2                 | Pauline Taquet |                                     |
|                                                                      | Tiffany Viagas | 1 − 2                 |                |                                     |
|                                                                      | Shania Robba   | 2 − 2                 |                |                                     |
|                                                                      |                | 2 − 3                 | Van Roie       |                                     |
|                                                                      | Shania Robba   | 3 − 3                 |                |                                     |
| Reporte: Gibraltar Chronicle. GBC. Football Gibraltar. Gibraltar FA. |                |                       |                |                                     |

| 5 de mayo de 2021 - amistoso | Gibraltar      | 1 − 3 | Bélgica | Tercentenary Sports Hall, Gibraltar |
|                              |                | Goles |         |                                     |
|                              |                | 0 − 1 | Curtois |                                     |
|                              |                | 0 − 2 | Meeuwis |                                     |
|                              | Tiffany Viagas | 1 − 2 |         |                                     |
|                              |                | 1 − 3 | ¿?      |                                     |
| Reporte: Twitter             |                |       |         |                                     |